# Anoscopus
Anoscopus  (лат.) — род цикадок из отряда полужесткокрылых насекомых.

## Описание
Мелкие цикадки морфологически трудно отличимые между собой и представителями близких родов Aphrodes и Planaphrodes. Уверенная идентификация возможна по деталям строения эдеагуса самцов и методами ДНК-штрихкодирования. 

## Классификация
Около 10 видов. Иногда рассматривается в ранге подрода в роде Aphrodes.
- Anoscopus albifrons (Linnaeus, 1758)
- Anoscopus albiger (Germar, 1821)
- Anoscopus alpinus (Wagner, 1955)
- Anoscopus assimilis (Signoret, 1879)
- Anoscopus crassus (Sáringer, 1959)
- Anoscopus duffieldi (Le Quesne, 1964)
- Anoscopus flavostriatus (Donovan, 1799)
- Anoscopus histrionicus (Fabricius, 1794)
- Anoscopus limicola (Edwards, 1908)
- Anoscopus samuricus (Tshmir, 1977)
- Anoscopus serratulae (Fabricius, 1775)